# Dario Kreiker
Dario Kreiker (* 7. Jänner 2003) ist ein österreichischer Fußballspieler.

## Karriere

### Verein
Kreiker begann seine Karriere beim ASK Bad Vöslau. Im September 2009 wechselte er zum FC Admira Wacker Mödling. Im Jänner 2011 kam er in die Jugend des SK Rapid Wien. Im April 2016 kehrte er zur Admira zurück, bei der er ab der Saison 2017/18 in der Akademie spielte. Zur Saison 2018/19 wechselte er in die AKA Burgenland. Nach einem halben Jahr in Mattersburg wechselte er im Jänner 2019 zu den sechstklassigen Amateuren des Zweitligisten SC Wiener Neustadt. Für diese kam er bis zum Ende der Saison 2018/19 zu neun Einsätzen in der Gebietsliga.
Zur Saison 2019/20 schloss Kreiker sich dem viertklassigen SC Ortmann an. In seiner ersten Spielzeit bei Ortmann kam er bis zum COVID-bedingten Saisonabbruch zu elf Einsätzen in der Landesliga. In der Saison 2020/21 absolvierte er sieben Partien, ehe er im Jänner 2021 zum FK Austria Wien wechselte, für dessen zweitklassige Zweitmannschaft er spielen sollte. Bis Saisonende kam er allerdings für die Reserve noch nicht zum Einsatz, zunächst spielte er noch für die U-18 in der Akademie.
Im September 2021 debütierte er schließlich in der 2. Liga, als er am siebten Spieltag der Saison 2021/22 gegen den SK Vorwärts Steyr in der 60. Minute für Filip Antovski eingewechselt wurde. Im Februar 2022 stand Kreiker gegen den SCR Altach erstmals im Kader der Bundesligamannschaft der Wiener. Sein Debüt in der Bundesliga gab er im selben Monat gegen den TSV Hartberg. Im März 2022 verlängerte Kreiker seinen Vertrag bei der Wiener Austria bis Sommer 2026. Insgesamt kam er für die Austria zu sechs Bundesligaeinsätzen, ehe er zur Saison 2023/24 auf Kooperationsbasis an den Zweitligisten SV Stripfing verliehen wurde. Für Stripfing kam er in zwei Jahren zu 41 Zweitligaeinsätzen. Im Juli 2025 wurde sein Vertrag bei der Austria aufgelöst. Daraufhin wechselte Kreiker fest nach Stripfing.

### Nationalmannschaft
Im November 2022 gab Kreiker gegen Kroatien sein Debüt im österreichischen U-21-Team.

## Persönliches
Sein Vater Mario (* 1969) war ebenfalls Fußballspieler.